# Несвижская Библия
Несвижская Библия или Библия Симона Будного — перевод всей Библии на польский язык, сделанный библеистом и учёным Симоном Будным для использования в богослужениях польскими братьями. Переведено в Несвиже и напечатано в Заславле или Узде в 1572 году Матеем Кавячинским. Перевод сделан с языков оригинала.
Симон Будный, которого называют «самым выдающимся гебраистом XVI века», был сторонником дословного перевода Священного Писания, поэтому у него было много комментариев к Брестской Библии, изданной в 1563 году польскими кальвинистами. Он считал, что в ней были изменены формулировки, касающиеся Иисуса (по мнению арианина Будного, Христос был лишь совершенным человеком, а не Богом) и что их Библия была уже переводом с французского и латинского переводов, а не с оригинальных текстов.

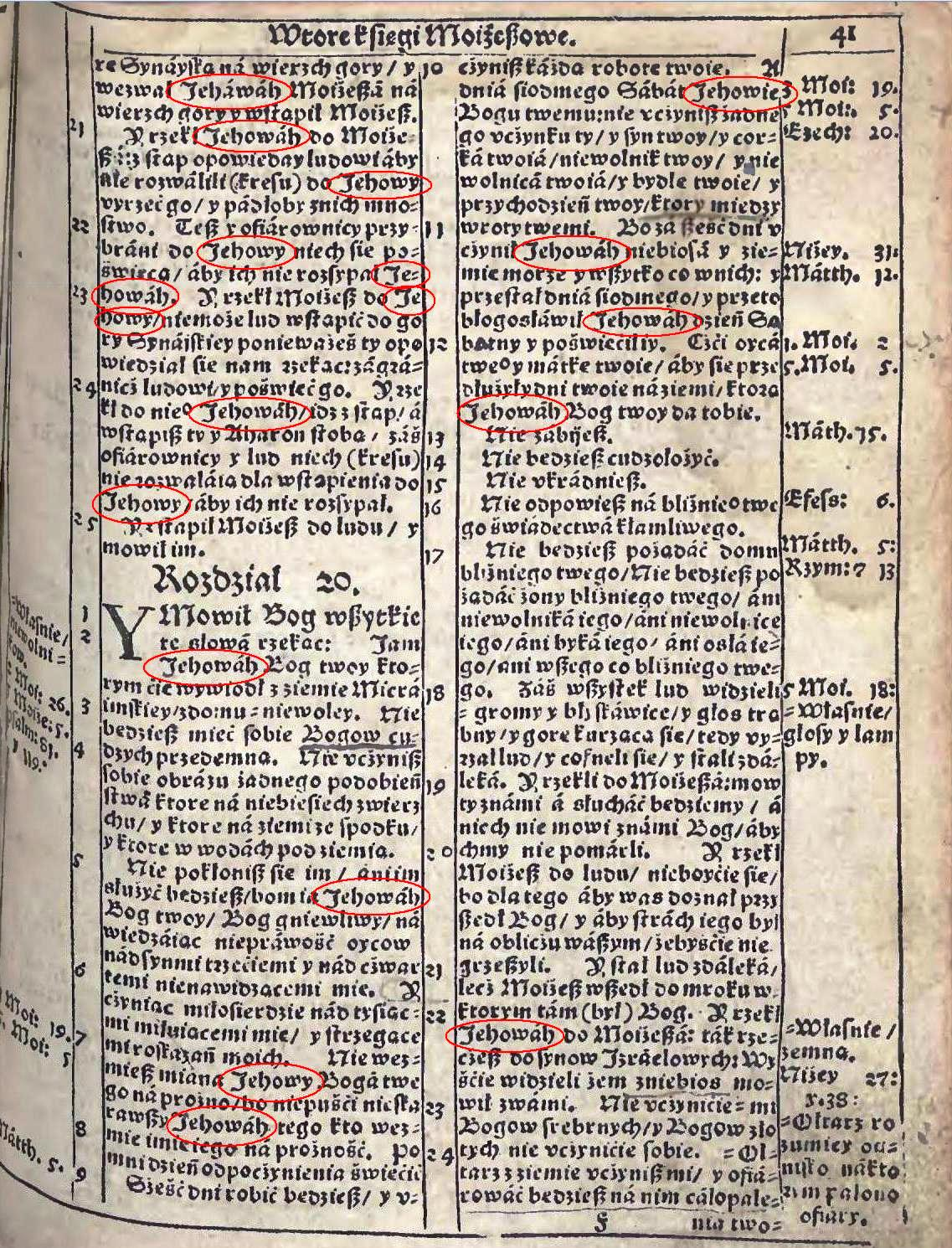
Лист Несвижской Библии 1572 года (фрагмент Книги Исход, глава 20 — Десять Заповедей) с выделенным имёнем Иеговы

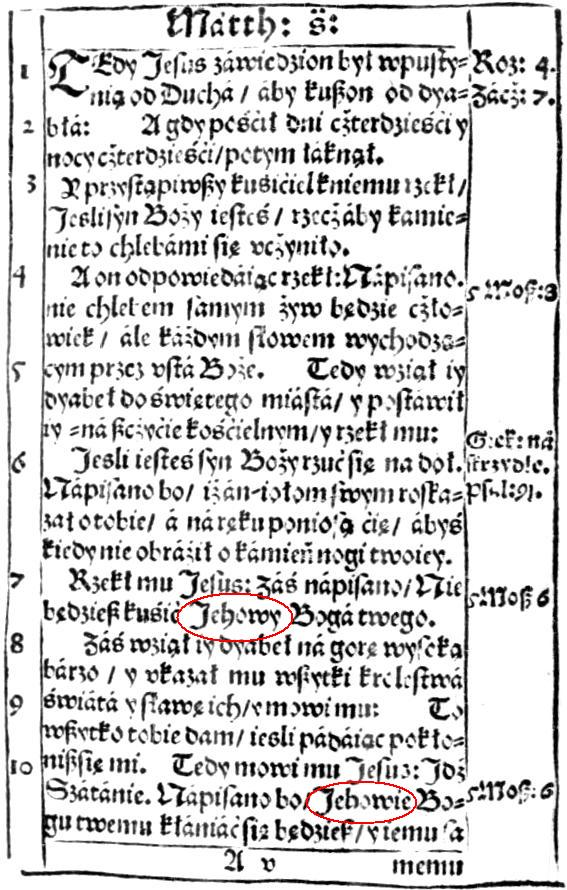
Лист Нового Завета Симона Будного 1574 года (фрагмент Евангелия от Матфея, глава 4 — искушение Иисуса) с выделенным имёнем Бога Иеговы.

Польские братья, всё более отдалявшиеся от кальвинистов, приказали Будному и его сотрудникам «исправить» текст Брестской Библии и принять его комментарии. Однако Будный занимался собственным переводом еврейских и греческих оригиналов и апокрифов. Основную часть перевода он сделал сам, несмотря на плохое зрение и противодействие несвижских Радзивиллов (вернувшихся в католицизм). Чтобы сохранить дословность и в то же время достучаться до польского читателя, Будный ввел несколько гебраизмов (например, транскрипцию имён вместо традиционных эквивалентов) и неологизмов (например, впервые употребил такие слова, как «секция», «палатка» и т. д. п., которые прочно вошли в польский язык). На протяжении всего Ветхого Завета Будный вводил тетраграмматону в форме «Иегова» перед имёнем Бога. Кроме того, он удалил все упоминания о божественной сущности Иисуса, считая их более поздними добавлениями (в некоторых местах он их позже вернул). Дословность перевода и общая антипатия к «арианам» объяснялись тем, что Несвижской Библией пользовались почти исключительно только братья-поляки.
Однако издатели Несвижской Библии внесли некоторые изменения в текст Нового Завета без согласия Симона Будного. Поэтому Будный, не одобрявший этих изменений, издал новый перевод Нового Завета под своим имёнем в Лоске в 1574 году. В нём он 11 раз поместил божественное имя «Иегова» и удалил все упоминания о божественности Иисуса.
Польские братья знали, что перевод Нового Завета в их Библии несовершенен. Поэтому в 1577 году был издан Новый Завет в переводе Мартина Чеховиц, а в 1606 году Раковская академия издала также Новый Завет в переводе Валентия Шмальца.
Большинство экземпляров Библии Симона Будного погибло во время Контрреформации.